# Iran na Zimowych Igrzyskach Paraolimpijskich 2006
Reprezentacja Iranu na Zimowych Igrzyskach Paraolimpijskich 2006 liczyła 1 sportowca.

## Reprezentacja Iranu

### Narciarstwo alpejskie
| Zawodnik      | Konkurencja          | 1. przejazd | 2. przejazd | Pozycja | Źródło |
| ------------- | -------------------- | ----------- | ----------- | ------- | ------ |
| Sadegh Kalhor | slalom stojąc        | 1:41,74     | 1:41,74     | 39.     | [ 1 ]  |
| Sadegh Kalhor | slalom gigant stojąc | 2:11,24     | 2:22,90     | 38.     | [ 2 ]  |